# Festival Internacional de Cine de San Sebastián 1964
La 12.ª edición del Festival Internacional de Cine de San Sebastián tuvo lugar entre el 5 y el 14 de junio de 1964. En esta edición recibió la categoría A de la FIAPF como festival competitivo no especializado, que había perdido el año anterior.

## Desarrollo
En la inauguración, hecha en el Teatro del Gran Casino, acudieron el alcalde de San Sebastián José Manuel Elósegui Lizariturry, el gobernador civil Manuel Valencia Remón, el jefe del Sindicato Nacional del Espectáculo Carlos Fernández Cuenca, y los actores Marianne Koch, Ángel del Pozo y Juanjo Menéndez. El día 6 fu proyectada la pel·lícula francesa Judex. El día 7 fueron proyectadas Tiburoneros de Luis Alcoriza, Les aventures de Salavin de Pierre Granier-Deferre y Das Haus in Montevideo de Helmut Kautner y el festival fue visitado por Cantinflas. El día 9 fueron proyectadas Woman of Straw y La boda y el día 10 La noche de la iguana y La corruzione, al tiempo que visitaban el festival sus protagonistas Rosanna Schiaffino y Deborah Kerr. El día 11 se proyectaron América, América de Elia Kazan, Ich dzień powszedni de Aleksander Scibor-Rylski y La peau douce de François Truffaut, en la sección informativa. Después el alcalde de San Sebastián organizó una merienda para la premsa. El día 12 se exhibieron las películas checoslovacas Spatne namalovaná slepice y Limonádový Joe aneb Konská opera, así como la británica Seance on a Wet Afternoon, considerada "pesada" por algunos críticos. El día 13 se proyectaron Il maestro di Vigevano, Dva voskresenia, que decepcionó al público, Kizudarake no sanga y La tía Tula. El día 14 se entregaron los premios.

## Jurados
Jurado Oficial
- Charles Delac
- Luis Gómez Mesa
- Antonín Martin Brousil
- Mario Moreno "Cantinflas"
- Nicholas Ray
- Manuel Summers
- Manuel Villegas López

## Películas

### Programa Oficial
Las 16 películas siguientes fueron presentadas en el programa oficial:
| Título en España         | Título original           | Director(es)             | País           |
| ------------------------ | ------------------------- | ------------------------ | -------------- |
| América, América         | America, America          | Elia Kazan               | EE. UU.        |
| Das Haus in Montevideo   | Das Haus in Montevideo    | Helmut Käutner           | RFA            |
| Dva voskresenya          | Dva voskresenya           | Vladimir Shredel         | URSS           |
| El octavo infierno       | El octavo infierno        | René Mugica              | Argentina      |
| Ich dzień powszedni      | Ich dzień powszedni       | Aleksander Scibor-Rylski | Polonia        |
| Il maestro di Vigevano   | Il maestro di Vigevano    | Elio Petri               | Italia         |
| Judex                    | Judex                     | Georges Franju           | Francia        |
| El magnate               | Kizudarake no sanga       | Satsuo Yamamoto          | Japón          |
| La boda                  | La boda                   | Lucas Demare             | España         |
| La corrupción            | La corruzione             | Mauro Bolognini          | Italia         |
| La tía Tula              | La tía Tula               | Miguel Picazo            | España         |
| Les aventures de Salavin | Les aventures de Salavin  | Pierre Granier-Deferre   | Francia        |
| Joe Kolaloca             | Limonádový Joe            | Oldřich Lipský           | Checoslovaquia |
| Plan siniestro           | Séance on a Wet Afternoon | Bryan Forbes             | Reino Unido    |
| La noche de la iguana    | The Night of the Iguana   | John Huston              | EE. UU.        |
| La mujer de paja         | Woman of Straw            | Basil Dearden            | Reino Unido    |

### Fuera de concurso
| Título en España | Título original | Director(es)    | País        |
| ---------------- | --------------- | --------------- | ----------- |
| Becket           | Becket          | Peter Glenville | Reino Unido |
| Tom Jones        | Tom Jones       | Tony Richardson | Reino Unido |

## Palmarés
Ganadores de la Sección oficial del 12º Festival Internacional de Cine de San Sebastián de 1964:
- Concha de Oro a la mejor película: América, América, de Elia Kazan
- Concha de Plata: Limonádový Joe aneb Konská opera de Oldřich Lipský
- Concha de Plata a la mejor dirección: Miguel Picazo, por La tía Tula
- Concha de Plata a la mejor actriz: Ava Gardner, por La noche de la iguana
- Concha de Plata al mejor actor:
  - Richard Attenborough, por Plan siniestro
  - Maurice Biraud, por Les aventures de Salavin
- Concha de Oro al mejor cortometraje: Spatne namalovaná slepice de Jiří Brdečka
- Premio Perla del Cantábrico a la Mejor Película de Habla Hispana: La tía Tula, de Miguel Picazo
- Premio Perla del Cantábrico al Mejor Cortometraje de Habla Hispana: Ramón Gómez de la Serna, de Osías Wilenski